# Star Wars-játékok listája
Az alábbi lista a Lucasfilm jogvédelme alatt a LucasArts, az Electronic Arts és a Lucasfilm Games közreműködésével fejlesztett számítógépes játékokat sorolja fel.

## 80-as évek
| Év   | Cím                                              | Megjegyzés                                |
| ---- | ------------------------------------------------ | ----------------------------------------- |
| 1982 | Star Wars: The Empire Strikes Back               | A Birodalom visszavág adaptációja         |
| 1983 | Star Wars: Return of the Jedi: Death Star Battle | A Jedi visszatér egy részének adaptációja |
| 1983 | Star Wars: Jedi Arena                            | Nincs történet                            |
| 1988 | Star Wars: Droids                                | Legendák                                  |

## 90-es évek
| Év   | Cím                                            | Megjegyzés |
| ---- | ---------------------------------------------- | --- |
| 1991 | Star Wars                                      | Az Egy új remény adaptációja |
| 1991 | The Empire Strikes Back                        | A Birodalom visszavág adaptációja |
| 1992 | Super Star Wars                                | Az Egy új remény adaptációja |
| 1993 | Star Wars: X-Wing                              | Legendák, két kiegészítő: - Star Wars: X-Wing Tour of Duty: Imperial Pursuit (1993) - Star Wars: X-Wing Tour of Duty: B-Wing (1993)      |
| 1993 | Star Wars: Rebel Assault                       | Legendák |
| 1993 | Super Star Wars: The Empire Strikes Back       | A Birodalom visszavág adaptációja |
| 1993 | Star Wars Chess                                | Nincs történet |
| 1994 | Super Star Wars: Return of the Jedi            | A Jedi visszatér adaptációja |
| 1994 | Star Wars: TIE Fighter                         | Legendák, két kiegészítő: - Star Wars: TIE Fighter: Defender of the Empire (1994) - Star Wars: TIE Fighter: Enemies of the Empire (1995) |
| 1995 | Star Wars: Dark Forces                         | Legendák |
| 1995 | Star Wars: Rebel Assault II: The Hidden Empire | Legendák |
| 1996 | Star Wars: Shadows of the Empire               | Legendák |
| 1997 | Star Wars: Jedi Knight: Dark Forces II         | Legendák, kiegészítő - Star Wars: Jedi Knight: Mysteries of the Sith (1998)                                                              |
| 1997 | Star Wars: Masters of Teräs Käsi               | Legendák |
| 1997 | Star Wars: X-Wing vs. TIE Fighter              | Legendák, kiegészítő: - Star Wars: X-Wing vs. TIE Fighter: Balance of Power (1997)                                                       |
| 1997 | Star Wars: Yoda Stories                        | Legendák |
| 1998 | Star Wars: Rebellion                           | Legendák |
| 1998 | Star Wars: Rogue Squadron                      | Legendák |
| 1999 | Star Wars: X-Wing Alliance                     | Legendák |
| 1999 | Star Wars: Episode I The Phantom Menace        | A Baljós árnyak adaptációja |
| 1999 | Star Wars: Episode I Racer                     | Legendák |

## 2000-es évek
| Év   | Cím                                                       | Megjegyzés |
| ---- | --------------------------------------------------------- | --- |
| 2000 | Star Wars Episode I: Jedi Power Battles                   | Legendák |
| 2000 | Star Wars: Force Commander                                | Legendák |
| 2000 | Star Wars: Demolition                                     | Legendák |
| 2000 | Star Wars Episode I: Obi-Wan's Adventures                 | Legendák, Baljós árnyak Obi-Wan Kenobi szemszögéből |
| 2000 | Star Wars Episode I: Battle for Naboo                     | Legendák, Baljós árnyak egy része |
| 2001 | Star Wars: Starfighter                                    | Legendák, Baljós árnyak egy része |
| 2001 | Star Wars: Super Bombad Racing                            | Nincs történet |
| 2001 | Star Wars Galactic Battlegrounds                          | Legendák, kiegészítő: - Star Wars: Galactic Battlegrounds: Clone Campaigns (2002)                                                                             |
| 2001 | Star Wars Rogue Squadron II: Rogue Leader                 | Legendák |
| 2001 | Star Wars: Obi-Wan                                        | Legendák, Baljós árnyak egy része |
| 2002 | Star Wars: Bounty Hunter                                  | Legendák |
| 2002 | Star Wars Episode II: Attack of the Clones                | A klónok támadása adaptációja |
| 2002 | Star Wars: The Clone Wars                                 | Legendák |
| 2002 | Star Wars: Racer Revenge                                  | Legendák |
| 2002 | Star Wars: Jedi Starfighter                               | Legendák |
| 2002 | Star Wars Jedi Knight II: Jedi Outcast                    | Legendák |
| 2002 | Star Wars: The New Droid Army                             | Legendák |
| 2003 | Star Wars Galaxies                                        | Kiegészítők: - Star Wars Galaxies: Jump to Lightspeed (2004) - Star Wars Galaxies: Rage of the Wookiees (2005) - Star Wars Galaxies: Trials of Obi-Wan (2005) |
| 2003 | Star Wars: Knights of the Old Republic                    | Legendák |
| 2003 | Star Wars Jedi Knight: Jedi Academy                       | Legendák |
| 2003 | Star Wars: Rogue Squadron III: Rebel Strike               | Legendák |
| 2004 | Star Wars: Battlefront                                    | Legendák |
| 2004 | Star Wars: Knights of the Old Republic II: The Sith Lords | Legendák |
| 2005 | Star Wars: Republic Commando                              | Legendák |
| 2005 | LEGO Star Wars: The Video Game                            | LEGO |
| 2005 | Star Wars Episode III: Revenge of the Sith                | A Sithek bosszúja adaptációja |
| 2005 | Star Wars: Battle Above Coruscant                         | Mobiljáték |
| 2005 | Star Wars: Republic Commando: Order 66                    | Nem-kánon folytatása Republic Commandonak |
| 2005 | Star Wars: Battlefront II                                 | Legendák |
| 2005 | Star Wars: Battle for the Republic                        | Mobiljáték |
| 2006 | Star Wars: Empire at War                                  | Legendák, kiegészítő: - Star Wars: Empire at War: Forces of Corruption (2006)                                                                                 |
| 2006 | LEGO Star Wars II: The Original Trilogy                   | LEGO |
| 2006 | Star Wars: Grievous Getaway                               | Mobiljáték |
| 2006 | Star Wars: Lethal Alliance                                | Legendák |
| 2007 | LEGO Star Wars: The Complete Saga                         | LEGO |
| 2007 | Star Wars Battlefront: Renegade Squadron                  | Legendák |
| 2007 | Star Wars: The Empire Strikes Back Mobile                 | Mobiljáték |
| 2008 | Star Wars: The Force Unleashed                            | Legendák |
| 2008 | Star Wars: The Clone Wars: Lightsaber Duels               | Legendák |
| 2008 | Star Wars: The Clone Wars: Jedi Alliance                  | Legendák |
| 2008 | Star Wars: The Clone Wars (mobile)                        | Mobiljáték |
| 2009 | Star Wars: The Clone Wars: Republic Heroes                | Legendák |
| 2009 | Star Wars: The Force Unleashed: Ultimate Sith Edition     | Legendák, The Force Unleashed kibővített verziója. |
| 2009 | Star Wars Battlefront: Elite Squadron                     | Legendák |

## 2010-es évek
| Év   | Cím                                                 | Megjegyzés |
| ---- | --------------------------------------------------- | --- |
| 2010 | Star Wars: Clone Wars Adventures                    | Legendák |
| 2010 | Star Wars: The Force Unleashed II                   | Legendák |
| 2011 | LEGO Star Wars III: The Clone Wars                  | LEGO |
| 2011 | Star Wars: The Old Republic                         | Legendák, kiegészítők: - Star Wars: The Old Republic: Rise of the Hutt Cartel (2013) - Star Wars: The Old Republic: Galactic Starfighter (2014) - Star Wars: The Old Republic: Galactic Strongholds (2014) - Star Wars: The Old Republic: Shadow of Revan (2014) - Star Wars: The Old Republic: Knights of the Fallen Empire (2015) - Star Wars: The Old Republic: Knights of the Eternal Throne (2016) - Star Wars: The Old Republic: Onslaught (2019) - Star Wars: The Old Republic: Legacy of the Sith (2022) |
| 2012 | Kinect Star Wars                                    | Legendák |
| 2012 | Angry Birds Star Wars                               | Nem kánon |
| 2013 | Star Wars Pinball                                   | Nem kánon |
| 2013 | Angry Birds Star Wars II                            | Nem kánon |
| 2014 | LEGO Star Wars: Microfighters                       | LEGO mobiljáték |
| 2014 | Star Wars: Assault Team                             | Mobiljáték |
| 2014 | Star Wars: Commander                                | Mobiljáték |
| 2015 | Star Wars: Uprising                                 | Mobiljáték |
| 2015 | Star Wars Battlefront                               | Kánon, kiegészítő: - Star Wars Battlefront: Rogue One: X-wing VR Mission (2016) |
| 2015 | Star Wars: Galaxy of Heroes                         | Mobiljáték |
| 2016 | LEGO Star Wars: The Force Awakens                   | LEGO |
| 2016 | Star Wars: Trials on Tatooine                       | Nem kánon, VR |
| 2017 | Star Wars: Force Arena                              | Mobiljáték |
| 2017 | Star Wars Battlefront II                            | Kánon |
| 2017 | LEGO Star Wars: Microfighters II                    | LEGO mobiljáték |
| 2019 | Vader Immortal: A Star Wars VR Series – Episode I   | Kánon, VR |
| 2019 | Vader Immortal: A Star Wars VR Series – Episode II  | Kánon, VR |
| 2019 | Vader Immortal: A Star Wars VR Series – Episode III | Kánon, VR |
| 2019 | Star Wars Jedi: Fallen Order                        | Kánon |

## 2020-as évek
| Év   | Cím                                                 | Megjegyzés                                          |
| ---- | --------------------------------------------------- | --------------------------------------------------- |
| 2020 | The Sims 4 Star Wars: Journey to Batuu              | Kiegészítő a The Sims 4-hez.                        |
| 2020 | Star Wars: Squadrons                                | Kánon                                               |
| 2020 | Star Wars: Tales from the Galaxy's Edge             | VR, kánon                                           |
| 2020 | Star Wars: Starfighter Missions                     | Mobiljáték                                          |
| 2021 | Star Wars: Tales from the Galaxy's Edge – Last Call | VR, kánon                                           |
| 2021 | LEGO Star Wars: Battles                             | LEGO                                                |
| 2021 | LEGO Star Wars: Castaways                           | LEGO                                                |
| 2022 | LEGO Star Wars: The Skywalker Saga                  | LEGO                                                |
| 2023 | Star Wars Jedi: Survivor                            | Kánon                                               |
| 2023 | Minecraft Star Wars: Path of the Jedi               | Kiegészítő a Minecraft-hoz.                         |
| 2024 | Star Wars: Hunters                                  | Kánon                                               |
| 2024 | Star Wars Outlaws                                   | Kánon                                               |
| TBA  | Star Wars Eclipse                                   | Kánon                                               |
| TBA  | Star Wars: Knights of the Old Republic – Remake     | A Knights of the Old Republic felújított változata. |

## További információ
- Star Wars játékok a Starwars.com-on (angolul)
- Star Wars videójátékok listája a Wookieepedián (angolul)